# Маріка мадагаскарська
Ма́ріка мадагаскарська (Cinnyris sovimanga) — вид горобцеподібних птахів родини нектаркових (Nectariniidae). Мешкає на Мадагаскарі та на сусідніх островах. Малабарська маріка раніше вважалася підвидом мадагаскарської маріки.

## Опис

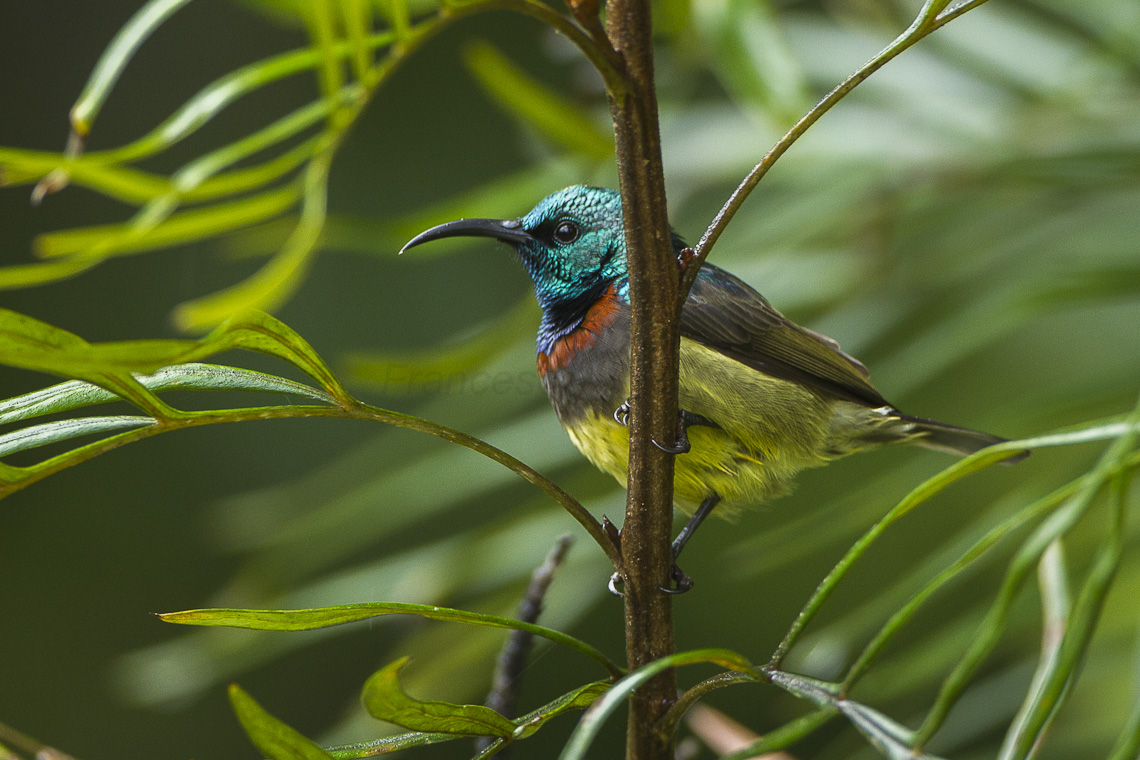
Мадагаскарська маріка

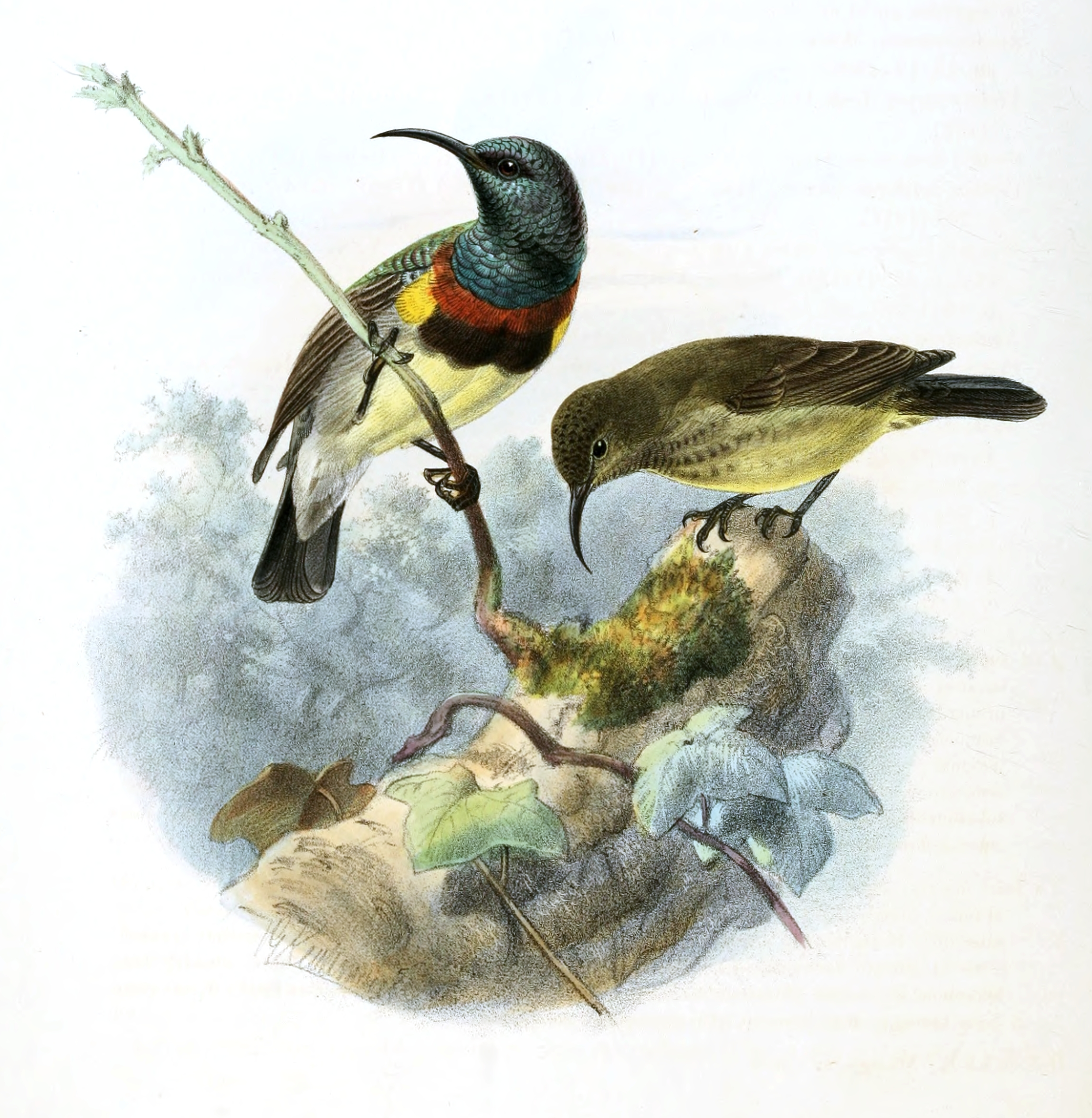
Мадагаскарські маріки

Довжина птаха становить 10 см, розмах крил 13 см. У самців голова. спина і горло зелені, металево-блискучі. Груди чорнуваті, на грудях червона смуга. Живіт жовтий, хвіст і крила коричневі. На боках грудей жовті плямки. У самиць верхня частина тіла сірувато-коричнева, живіт тьмяно-жовтий, горло і груди сірі, поцятковані темними плямками. Молоді птахи подібні до самиць, однак підборіддя і горло у них чорніші, а верхня частна тіла більш оливкова.

## Підвиди
Виділяють три підвиди:
- C. s. sovimanga (Gmelin, JF, 1788) — Мадагаскар (за винятком півдня) і острови Глорйоз;
- C. s. apolis Hartert, E, 1920 — південь Мадагаскару;
- C. s. aldabrensis Ridgway, 1894 — атол Альдабра.

## Поширення і екологія
Мадагаскарські маріки живуть в тропічних і мангрових лісах, чагарникових заростях і садах. Зустрічаються на висоті до 2300 м над рівнем моря. Живляться нектаром, комахами і павуками. Сезон розмноження триває з серпня по березень. Гніздо куполоподібне з бічним входом, зроблене зі стебел трави, листя і кокосових волокон, розміщується на висоті 1-2 м над землею. В кладці 2 білуватих, поцяткованих червонуватими плямками яйця. Інкубаційний період триває 13-14 днів. Пташенята покидають гніздо на 16-18 день. Мадагаскарські маріки є одними з найбільш поширених дрібних птахів Мадагаскару, разом з мадагаскарськими окулярниками і мадагаскарськими таміками.